# 검은다리솔새

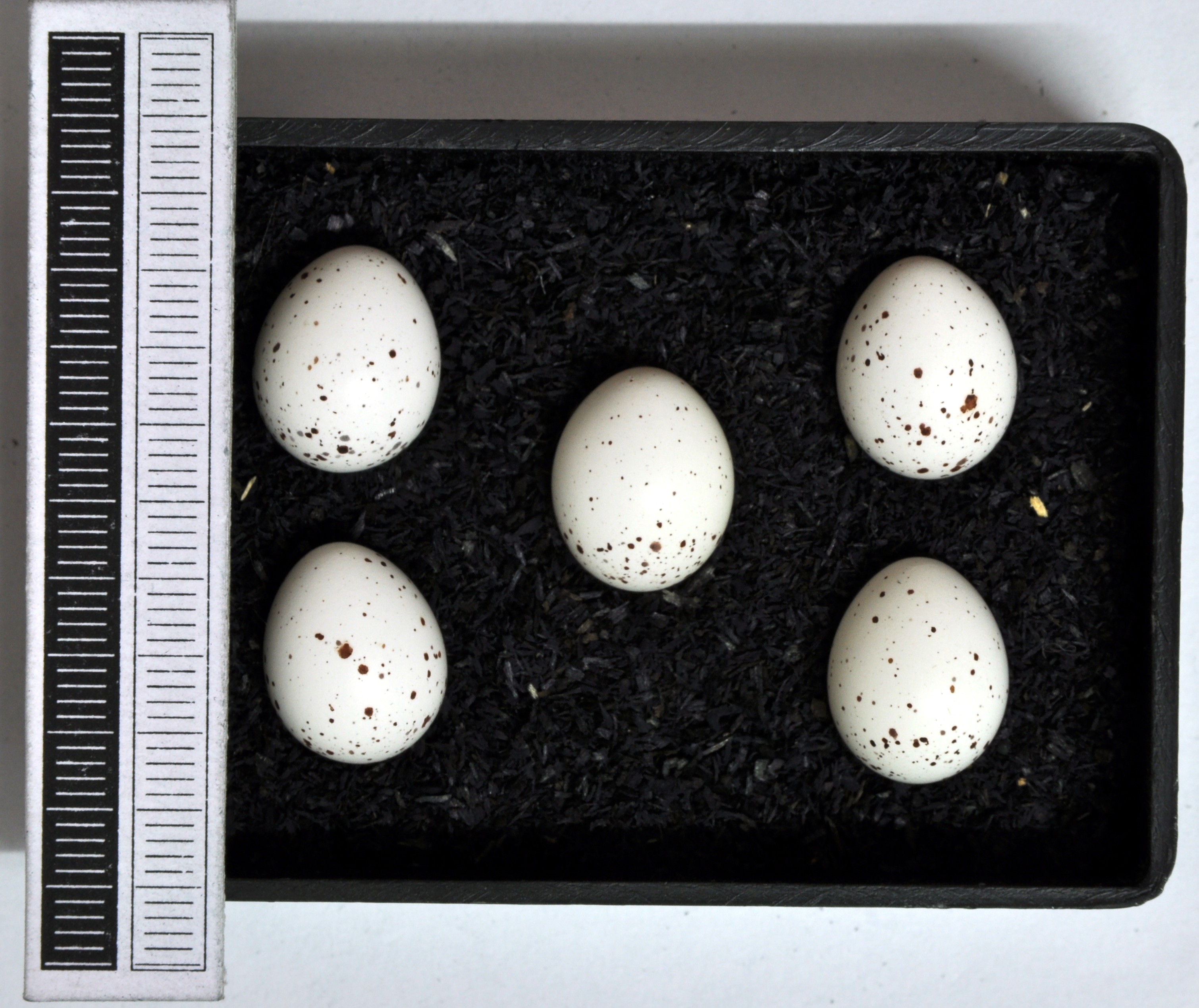
독일의 한 박물관에서 보관 중인 검은다리솔새의 알.

검은다리솔새(영어: Common Chiffchaff, 학명: Phylloscopus collybita)는 북부 및 온난한 유럽 및 아시아 지역의 개방된 삼림지대에 서식하는 솔새이다.
유럽 남북부, 아시아 남부, 북아프리카를 오가는 철새이다. 윗면은 녹갈색이고 밑면은 하얗다. 크기가 작고 길이는 10~12 센티미터(4 인치)에 이른다. 몸무게의 경우 수컷은 7~8 그램, 암컷은 6~7 그램이다.

## 분류

### 아종
- P. c. collybita
- P. c. abietinus
- P. c. tristis

### 과거의 아종
- P. ibericus
- P. canariensis
- P. sindianus,

## 상태
개체의 범위는 매우 넓은데, 10,000,000 제곱 킬로미터에 이르며, 개체 수는 유럽에서만 60,000,000~120,000,000 마리에 이르는 것으로 짐작된다. 전 세계 개체 수의 경향은 측정되지 않았으나 이 종은 IUCN 적색 목록의 개체 수 감소 기준의 문턱에는 도달하지 않은 것으로 간주된다. 이러한 까닭에 이 종은 관심대상종으로 평가된다.